# KNK (groupe)
KNK (coréen : 크나큰; romanisé : Keunakeun) est un boys band sud-coréen de cinq membres formés par YNB Entertainment. KNK est un sigle pour K-pop kNocK (coréen : 케이팝 노크) signifiant "cogner à la porte de l'industrie K-pop avec leur musique". Ils tiennent leur premier showcase le 29 février 2016 et sortent officiellement leur premier single album nommé "Knock" le 3 mars 2016.

## Carrière

### Pré-débuts
Tous les membres avant de débuter ont été stagiaires (trainees) dans différentes agences avant de joindre YNB Entertainment. En préparation depuis cinq ans, KNK est composé de Park Seung Jun, Kim Yoo Jin, Jung In Seong, Kim Ji Hun et Oh Hee Joon,. Les membres sont apparus dans des MVs du girl group de leur agence, Bestie,,. Le 30 décembre, la première télé-réalité du groupe, My Keunakeun Television est diffusée sur Naver TV Cast.
À partir du 1er février 2016, KNK fait le compte-à-rebours avec des émissions en live via la chaîne de YNB Entertainment, leur agence sur la V app.
Le 22 février, leur compagnie a annoncé que le groupe débutera le 3 mars avec son premier single album nommé « Knock ».

### 2016-maintenant: Débuts avecKnocketAwake
Le 26 février 2016, un teaser pour le MV du premier single de KNK, "Knock" est mis en ligne. La chanson a été composée par l'équipe de production, ButterFly dirigeait par Hwang Seong-je, alors que la partie rap a été écrite par l'un des membres, Youjin. En outre, la chorégraphie a été conçue par Ha Woo-shin de Prepix et le clip vidéo a été réalisé par Lee Ki-baek,.
Trois jours plus tard, le groupe a tenu un showcase pour ses débuts au Ilchi Art Hall à Cheongdam-dong, Gangnam-gu, Séoul où ils sont interprétés leurs titres "Knock" et "Angel Heart" ainsi que "Love in the Ice" de TVXQ et "On the Street" de Kim Kwang-seok,.
Le 1er mars, le groupe fait ses débuts au The Show, leur première apparition télévisée lors d'un programme musical.
Le single album et le MV de "Knock" sont officiellement mis en ligne le 3 mars,.
Le 22 mai 2016, YNB Entertainment a annoncé le comeback du groupe avec leur premier mini-album nommé Awake, via la page Facebook officielle du groupe.
Ainsi le 2 juin, les garçons font leur comeback avec le MV de "Back Again", titre-phare de leur nouveau mini-album Awake. Cet opus est composé de 8 chansons et a été produit dans son intégralité par Kim Tae Joo.

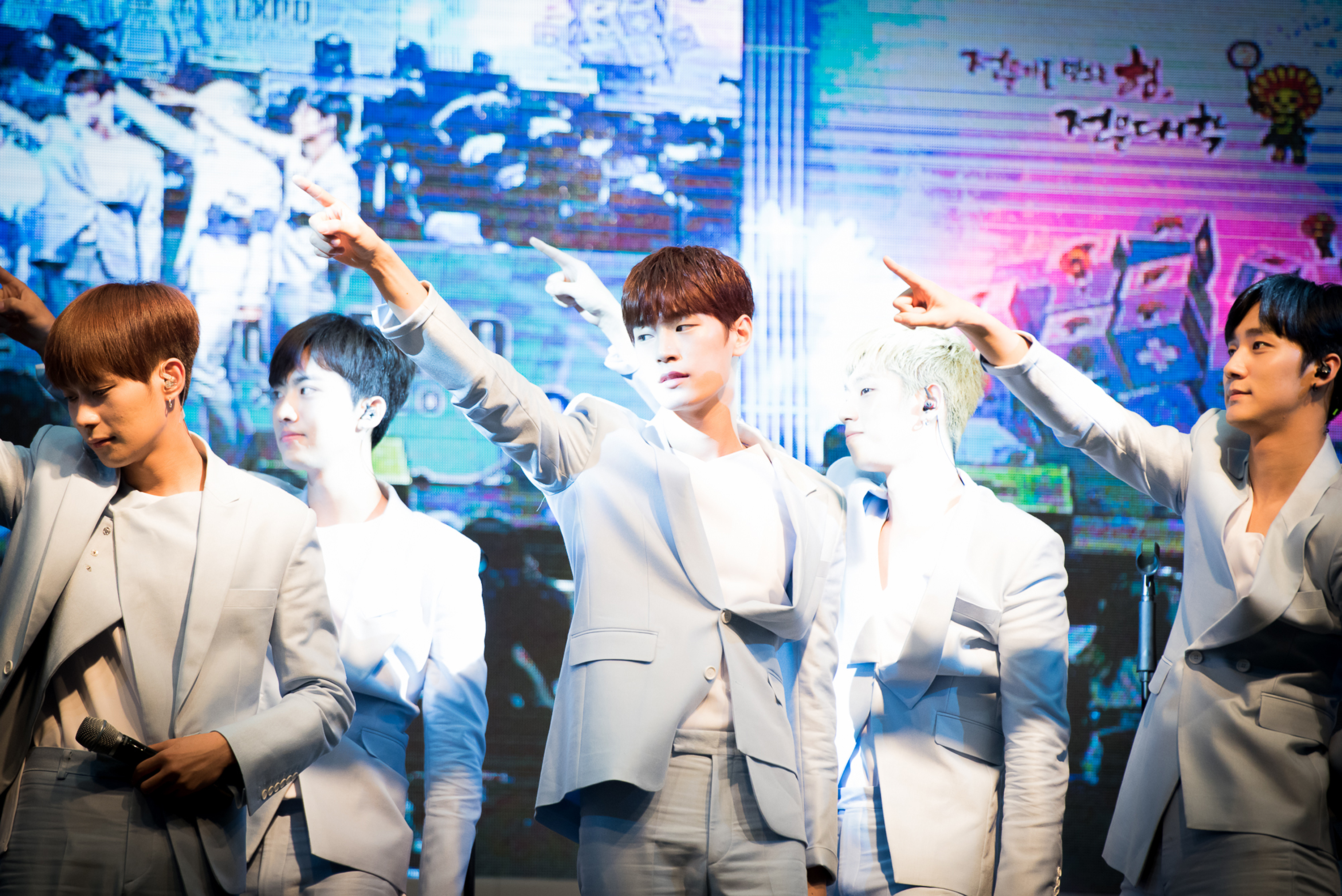
KNK en 2016

## Membres
- Park Seung-jun (coréen : 박승준) est né le 28 octobre 1993 (31 ans) en Corée du Sud[18]. Il a été stagiaire à la Big Hit Entertainment où il a été entraîné avec les BTS. Il a ensuite été à la JYP Entertainment et a été entraîné avec les Got7[3]. Il est apparu dans les MVs, "Zzang Christmas" et "Excuse Me" de Bestie. Il a aussi été l'un des danseurs lors des performances live de "Zzang Christmas" et "I Need You" de Bestie[5],[6],[7].

- Jeong In-seong (coréen : 정인성) est né le 1er juillet 1994 (30 ans) en Corée du Sud[18]. Il a été stagiaire à la Big Hit Entertainment avec Seungjun, puis il a été à la FNC Entertainment[3]. Il est apparu dans la télé réalité Cheongdam-dong 111 en 2013. Inseong a été l'un des danseurs pour les performances live du titre "I Need You" de Bestie. Il est aussi apparu avec Seungjun dans le clip vidéo de Bestie, "Excuse Me"[6],[7],[19].

- Kim Ji-hun (coréen : 김지훈) est né le 20 février 1995 (30 ans) en Corée du Sud[18]. Il est le leader du groupe[20]. Jihun a été stagiaire à la Nega Network[4]. il est apparu avec Youjin et Seungjun dans le MV, "Zzang Christmas" de Bestie, et les incluant en tant que danseurs pour les performances sur scène du titre. Tout comme Seungjun, Inseong et Heejun, il a été l'un des danseurs pour les performances live d'"I Need You" de Bestie[5],[7].

- Oh Hee-jun (coréen : 오희준) est né le 8 mai 1996 (28 ans) en Corée du Sud[18]. Il a été stagiaire à la FNC Entertainment[3]. Il est apparu avec Inseong dans la télé réalité, Cheongdam-dong 111 en 2013[19].

- Lee Dong-won (coréen : 이동원) est né le  1er janvier 1994 (31 ans) en Corée du Sud. Il est officiellement ajouté au groupe en décembre 2018[21].

### Ancien membre
- Kim You-jin (coréen : 김유진) est né le 10 février 1993 (32 ans) en Corée du Sud[18]. Il a été stagiaire à la TS Entertainment a été entraîné avec les B.A.P[3]. Il est apparu dans le MV, "Zzang Christmas" de Bestie et a aussi été l'un des danseurs pour les performances live de la chanson[5]. Youjin a quitté le groupe en 2018 à cause d'ennuis de santé.

## Discographie

### Mini-album (EP)
| Titre | Détails de l'album | Meilleures positions | Meilleures positions | Ventes                 |
| Titre | Détails de l'album | COR                  | US World             | Ventes                 |
| ----- | --- | -------------------- | -------------------- | ---------------------- |
| Awake | - Date de sortie : 2 juin 2016 - Labels : YNB Entertainment, CJ E&M - Formats : CD, téléchargement numérique Liste des titres 1. Gone 2. Back Again 3. I Remember (요즘 넌 어때) 4. I'll Try (노력해볼게) 5. Day N Night 6. Propose (고백) 7. Back Again (Inst.) 8. I Remember (요즘 넌 어때) (Inst.) | 7                    | 14                   | - COR : plus de 12 456 |

### Single album
| Titre                        | Détails de l'album | Meilleures positions | Ventes                |
| Titre                        | Détails de l'album | COR                  | Ventes                |
| ---------------------------- | --- | -------------------- | --------------------- |
| KNK 1st Single Album 'KNOCK' | - Date de sortie : 3 mars 2016 - Labels : YNB Entertainment, Interpark INT - Formats : CD, téléchargement de musique Liste des titres 1. Knock 2. 마음씨 (Angel Heart) 3. Knock (Inst.) 4. 마음씨 (Angel Heart) (Inst.) | 15                   | - COR : plus de 5 978 |

### Singles
| Titre                                                                                       | Année | Meilleures positions | Ventes | Album |
| Titre                                                                                       | Année | US World             | Ventes | Album |
| ------------------------------------------------------------------------------------------- | ----- | -------------------- | ------ | ----- |
| "Knock"                                                                                     | 2016  | 18                   | —      | Knock |
| "I Remember" (요즘 넌 어때)                                                                 | 2016  | —                    | —      | Awake |
| "Back Again"                                                                                | 2016  | —                    | —      | Awake |
| "—" montre qu'aucun classement n'a été atteint ou que ce n'est pas sorti dans cette région. |       |                      |        |       |

## Filmographie

### Télévision

#### Shows TV
| Année     | Titre                         | Chaîne        | Membre(s)         | Note(s)     |
| --------- | ----------------------------- | ------------- | ----------------- | ----------- |
| 2013      | Cheongdam-dong 111            | tvN           | Inseong, Heejun   | [ 19 ]      |
| 2015-2016 | My Keunakeun Television       | Naver TV Cast | Tous              | [ 1 ]       |
| 2016      | Let's Go! Dream Team Season 2 | KBS           | Youjin et Inseong | [ 28 ]      |
| 2016      | Star King                     | SBS           | Tous              | Épisode 442 |

## Vidéographie

### Clips vidéos
| Année | Titre                     | Directeur(s) | Note(s) |
| ----- | ------------------------- | ------------ | ------- |
| 2016  | "Knock"                   | Lee Ki-baek  | [ 9 ]   |
| 2016  | "Back Again"              | Lee Ki-baek  | [ 29 ]  |
| 2016  | "Back Again (Dance Ver.)" | Lee Ki-baek  |         |

### Apparitions en tant qu'invité
| Année | Chanson           | Artiste(s) | Membre(s)                 |
| ----- | ----------------- | ---------- | ------------------------- |
| 2013  | "Zzang Christmas" | Bestie     | Youjin, Seungjun et Jihun |
| 2015  | "Excuse Me"       | Bestie     | Seungjun et Inseong       |

### Sources
- (en) Cet article est partiellement ou en totalité issu de l’article de Wikipédia en anglais intitulé « KNK (band) » (voir la liste des auteurs).